# Берр-Ридж (Іллінойс)
Берр-Ридж (англ. Burr Ridge) — селище (англ. village) в США, в округах Дюпаж і Кук штату Іллінойс. Населення — 11 192 особи (2020).

## Географія
Берр-Ридж розташований за координатами 41°44′52″ пн. ш. 87°55′12″ зх. д. / 41.74778° пн. ш. 87.92000° зх. д. (41.747898, -87.920105).  За даними Бюро перепису населення США в 2010 році селище мало площу 18,48 км², з яких 18,12 км² — суходіл та 0,36 км² — водойми.

## Демографія
Згідно з переписом 2010 року, у селищі мешкало 10 559 осіб у 3940 домогосподарствах у складі 3103 родин. Густота населення становила 571 особа/км².  Було 4289 помешкань (232/км²).
Расовий склад населення:
| - 80,4 % — білих - 14,8 % — азіатів - 2,0 % — чорних або афроамериканців |

До двох чи більше рас належало 1,8 %. Частка іспаномовних становила 4,1 % від усіх жителів.
За віковим діапазоном населення розподілялося таким чином: 21,1 % — особи молодші 18 років, 58,9 % — особи у віці 18—64 років, 20,0 % — особи у віці 65 років та старші. Медіана віку мешканця становила 50,0 року. На 100 осіб жіночої статі у селищі припадало 95,2 чоловіків;  на 100 жінок у віці від 18 років та старших — 92,8 чоловіків також старших 18 років.
Середній дохід на одне домашнє господарство  становив 186 388 доларів США (медіана — 115 260), а середній дохід на одну сім'ю — 226 444 долари (медіана — 158 169). За межею бідності перебувало 6,2 % осіб, у тому числі 2,4 % дітей у віці до 18 років та 4,7 % осіб у віці 65 років та старших.
Цивільне працевлаштоване населення становило 4844 особи. Основні галузі зайнятості: освіта, охорона здоров'я та соціальна допомога — 31,3 %, фінанси, страхування та нерухомість — 13,4 %, науковці, спеціалісти, менеджери — 11,8 %, виробництво — 10,4 %.